# Windéo
Windéo est une localité du Cameroun située dans le département du Mayo-Kani et la Région de l'Extrême-Nord, à proximité de la frontière avec le Tchad. Elle fait partie de la commune de Kaélé et du canton de Doumrou.

## Population
En 1969, la localité comptait 475 habitants, principalement Foulbé et Moundang. Lors du recensement de 2005, 862 personnes y ont été dénombrées.